# Ellisville (Illinois)
Ellisville és una població dels Estats Units a l'estat d'Illinois. Segons el cens del 2000 tenia 87 habitants.

## Demografia
Segons el cens del 2000, Ellisville tenia 87 habitants, 41 habitatges, i 28 famílies. La densitat de població era de 124,4 habitants/km².
Dels 41 habitatges en un 14,6% hi vivien nens de menys de 18 anys, en un 63,4% hi vivien parelles casades, en un 4,9% dones solteres, i en un 29,3% no eren unitats familiars. En el 29,3% dels habitatges hi vivien persones soles el 14,6% de les quals corresponia a persones de 65 anys o més que vivien soles. El nombre mitjà de persones vivint en cada habitatge era de 2,12 i el nombre mitjà de persones que vivien en cada família era de 2,59.
Per edats la població es repartia de la següent manera: un 12,6% tenia menys de 18 anys, un 11,5% entre 18 i 24, un 25,3% entre 25 i 44, un 37,9% de 45 a 60 i un 12,6% 65 anys o més.
L'edat mediana era de 45 anys. Per cada 100 dones de 18 o més anys hi havia 94,9 homes.
La renda mediana per habitatge era de 35.250 $ i la renda mediana per família de 45.833 $. Els homes tenien una renda mediana de 35.000 $ mentre que les dones 23.438 $. La renda per capita de la població era de 16.225 $. Cap de les famílies i el 3,7% de la població estaven per davall del llindar de pobresa.

## Poblacions més properes
El següent diagrama mostra les poblacions més properes.